# Torrplåt
Torrplåt är en glasskiva överdragen med en tunn emulsion av ljuskänsligt bromsilvergelatin som används som fotografisk film. Torrplåten uppfanns av den engelske fotografen och läkaren Richard Leach Maddox.
Torrplåtar kunde prepareras och torkas för senare användning, till skillnad från jodsilverkollodiumplåtar, våtplåtar, som måste beredas och exponeras i vått tillstånd. Torrplåtarna öppnade vägen till handkameran.
Genombrottet för amatörfotografin kom på 1880-talet med de fabriksframställda torrplåtarna. Det gjorde att fotografin blev en allmän hobby.
Glasplåtarna kom så småningom att ersättas av genomskinliga filmer av celluloid. De första planfilmerna framställdes av Fortier 1884 och George Eastman började med fabriksframställning av rullfilmer 1888.